# Hylobates
Hylobates é um dos quatro géneros da família Hylobatidae (gibões). Era considerado somente um género, mas recentemente os subgéneros Hoolock, Nomascus e Symphalangus evoluíram para géneros.

## Espécies
- Hylobates lar
- Hylobates agilis
- Hylobates albibarbis
- Hylobates abbotti
- Hylobates funereus
- Hylobates muelleri
- Hylobates moloch
- Hylobates pileatus
- Hylobates klossii